# 九州旅客鉄道新幹線部
九州旅客鉄道新幹線部（きゅうしゅうてつどうしんかんせんぶ）は、2010年（平成22年）4月1日に発足した九州旅客鉄道（JR九州）本社鉄道事業本部内の組織である。九州新幹線及び西九州新幹線の車両検修や施設保守などに携わる現業機関と、輸送指令を行う東京指令所を管轄する。
新幹線部発足以前に九州新幹線を管轄していた新幹線鉄道事業部は、本社鉄道事業本部の管轄下の独立組織であり、鹿児島に拠点を置いていた。しかし、九州新幹線全線開業までに新幹線鉄道事業部の機能は順次新幹線部に移され、新たに福岡に拠点を置くことになった。

## 組織
- 企画課
- 運輸課
- 工務課

## 管轄路線
| 路線名       | 区間              | 備考                                                                                                   |
| ------------ | ----------------- | --- |
| 九州新幹線   | 博多 - 鹿児島中央 | ただし、新幹線の博多駅はJR西日本新幹線鉄道事業本部の管轄                                               |
| 西九州新幹線 | 武雄温泉 - 長崎   | 列車運行・線路設備管理に担当。 ただし、区間内の5駅の駅運転・営業業務ならびに乗務員配置は長﨑支社の管轄 |

## 車両基地
- 熊本総合車両所
- 川内旧車両基地（川内駅構内留置線扱い）
- 熊本総合車両所大村車両管理室

## 乗務員区所

### 運転士・車掌
- 博多新幹線乗務所
- 長﨑総合乗務センター

長﨑総合乗務センターは長崎支社の管轄。なお、新幹線部分関連は当部との連携体制を採っている。

## 施設・電気管理区所

### 新幹線保線区および電気区
- 熊本新幹線工務所
  - 熊本新幹線工務所新鳥栖新幹線工務室
  - 熊本新幹線工務所川内新幹線工務室

- 新大村新幹線工務所

## 指令所
- 東京指令所